# Medaile Aloise Rašína
Medaile Aloise Rašína je ocenění udělované Vysokou školou ekonomickou v Praze. Jsou jí oceňovány osobnosti, které se významným způsobem zasloužily o rozvoj Vysoké školy ekonomické nebo přispěly k rozvoji ekonomické vědy a vzdělanosti. Poprvé byla medaile udělena v roce 1999.

## Seznam nositelů Medaile Aloise Rašína
- 1999
  - prof. Ing. dr.h.c. Juraj Stern, CSc.
  - prof. Ing. Karol Zalai, CSc.
- 2000
  - dr. Bernd Hallier
  - prof. Ing. dr.h.c. Radim Vlček, CSc.
  - Niels Gottlieb
- 2001
  - dr. Arlyn R. Rubash
- 2003
  - prof. Ing. RCDr. dr.h.c. Václav Hoffmann, CSc.
  - prof. JUDr. František Vencovský
  - Ing. Vratislav Kulhánek
- 2006
  - prof. Ing. Dana Kovanicová, CSc.
- 2007
  - prof. Ing. Jiří Kosta, CSc., Dr. rer. pol.
  - prof. Ing. Miloslav Synek, CSc.
- 2008
  - prof. Ing. Lenka Pražská, CSc.
  - prof. Ing. Vladimír Pilný, CSc.
- 2009
  - prof. Ing. Miroslav Tuček, CSc.
- 2010
  - prof. Ing. Vladimír Novák, CSc.
- 2011
  - doc. Ing. Jaroslava Durčáková, CSc.
- 2013
  - Pierre Lévy[1]
- 2020
  - prof. Ing. Richard Hindls, CSs., dr.h.c.[1]